# 重力昏暗

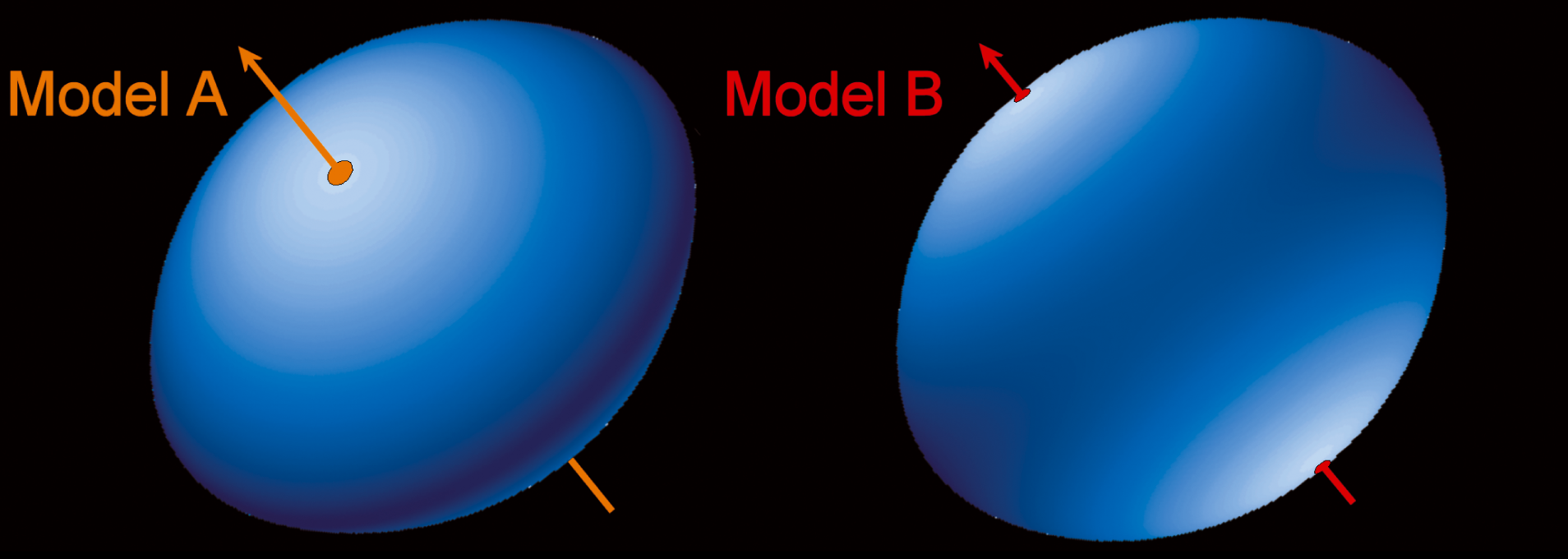
水委一是一顆快速旋轉的恆星，成扁橢球體狀，使其在狀態A下，顯得更明亮。

重力昏暗（Gravity darkening），也相對的被稱為重力增亮，是一顆恆星快速自轉使它的形狀成為扁橢球體時，例如獅子座的軒轅十四，造成的一種天文現象。
當恆星成為扁橢球體，它的赤道直徑會遠大於極直徑。結果是極區有較大的表面重力、溫度和亮度。因此，極區是重力增亮，而赤道呈現重力昏暗。
恆星成為扁橢球體 (並且因而產生重力昏暗) 是因為自轉產生的離心力 (慣性力) 在恆星上創造了向外的額外力量。離心力以數學表示為：
{\displaystyle F_{\text{centrifugal}}=m\Omega ^{2}\rho }

此處{\displaystyle m}是質量 (在本例中是恆星的小體積元素)， {\displaystyle \Omega }是角速度，和 {\displaystyle \rho }是與自轉軸的距離。以恆星為例，{\displaystyle \rho }的值在赤道最大，並且在極點最小。這意味著在赤道相較於極點有著較大的離心力。離心力將質量推離自轉軸，其結果是整體的氣體壓力在赤道減少。這會造成在赤道的氣體密度減少，並且溫度也較低。

### 相關星體
- 天社三
- 天鵝座X-1
- 水委一
- 左旗增廿二
- 仙女座LQ
- 河鼓二
- 昴宿一
- 候 (恆星)
- 軒轅十四
- 織女一
- HD 64760
- HD 124639